# 罗贝尔词典出版社
罗贝尔词典出版社（法語：Dictionnaires Le Robert，發音：[diksjɔnɛʁ lə ʁɔbɛʁ]）是法国的一家词典出版社，由保罗·罗贝尔于1951年创立。其最知名产品为《小罗贝尔词典》。